# 335 f.Kr.
| 335 f.Kr.          |
| ------------------ |
| Dødsfald - Fødsler |

## Begivenheder
- Den græske filosof Aristoteles grundlægger sin filosofiske skole, Den peripatetiske skole, i lunden Lykeion lidt uden for Athen.
- Athen erobres af Makedonien.

## Dødsfald
| År | Spire Denne artikel om et år, årti, århundrede eller årtusinde er en spire som bør udbygges. Du er velkommen til at hjælpe Wikipedia ved at udvide den. |